# Pêpê Rapazote
Pedro de Matos Fernandes, plus connu sous le nom de Pêpê Rapazote(Lisbonne, 10 septembre 1970), est un acteur et un doubleur portugais connu dans des telenovelas et des séries télévisées telles que Narcos, Shameless, Laços de Sangue, Amici per la Pelle, et Pai à Força. Après avoir travaillé comme architecte pendant plusieurs années, il a décidé que le métier d'acteur devait devenir son "nouveau métier". Il parle cinq langues : portugais (langue maternelle), espagnol (couramment), anglais (couramment), français et italien et partage son temps entre l'Europe, l'Amérique latine et les États-Unis. 

## Biographie
Il a passé son enfance au Venezuela et puis a étudié au Colégio Moderno et est diplômé en architecture de la Faculté d'architecture de l'Université technique de Lisbonne après avoir commencé à jouer à travers la Sociedade de Instrução Guilherme Cossoul, où il a joué du théâtre amateur. 
Il a commencé sa formation sous la direction du régisseur et acteur José Boavida et a joué dans de nombreuses pièces, dont A Birra do Morto de Vicente Sanches (1999), O Lixo de Francisco Nicholson (2000) et O Segredo do Teu Corpo de Manuel Halpern (2000), où il a fait ses débuts professionnels.   

## Vie privée
Pêpê Rapazote est marié à l'actrice Mafalda Vilhena depuis 2003. Le couple a deux filles, Júlia Vilhena Rapazote, née en 2005, et Leonor Vilhena Rapazote, née en décembre 2009.  
Il est le cousin de l'actuel ministre de l'Environnement, João Pedro Matos Fernandes.  

## Films
- 2019 - La pequeña Suiza
- 2018 - Opération Finale
- 2016 - Milhemet 90 Hadakot
- 2015 - Capitão Falcão
- 2013 - Eleven: Twelve (court métrage)
- 2011 - Finale (court métrage)
- 2011 - Os Conselhos da Minha Vida
- 2010 - Tea Time (court métrage)
- 2010 - Não há Rosa sem Espinhos (court métrage)
- 2009 - O Poço (court métrage)
- 2009 - Second Life
- 2005 - Anita na Praia (court métrage)
- 2005 - Fin de Curso
- 2003 - Trilogia do Desencontro (court métrage)
- 2002 - Amicci per la Pelle
- 2001 - Les Filles à Papa
- 2001 - Cavaleiros de Água Doce
- 2000 - O Lampião da Estrela
- 2000 - O Aniversario

## Séries TV et telenovelas
| Année     | Titre                          | Chaîne         |
| --------- | ------------------------------ | -------------- |
| 2000      | Super Pai                      | TVI            |
| 2001      | O Bairro da Fonte              | SIC            |
| 2001      | Ajuste de Contas               | RTP1           |
| 2001      | Ganância                       | SIC            |
| 2002      | Um Estranho em Casa            | RTP1           |
| 2002      | Sonhos Traídos                 | TVI            |
| 2003      | Coração Malandro               | TVI            |
| 2004      | Baía das Mulheres              | TVI            |
| 2004-2005 | Os Malucos do Riso             | SIC            |
| 2004-2005 | Maré Alta                      | SIC            |
| 2004-2005 | Inspector Max                  | TVI            |
| 2005      | Ruas Vivas                     | RTP1           |
| 2005      | Os Malucos nas Arábias         | SIC            |
| 2005      | Malucos na Praia               | SIC            |
| 2005      | Clube das Chaves               | TVI            |
| 2005      | Malucos e Filhos               | SIC            |
| 2005      | O Quadrado das Bermudas        | RTP1           |
| 2005-2006 | Camilo em Sarilhos             | SIC            |
| 2006      | Os Serranos                    | TVI            |
| 2006      | Uma Família Normal             | TVI            |
| 2006      | 7 Vidas                        | SIC            |
| 2006      | Aqui Não Há Quem Viva          | SIC            |
| 2006-2007 | Jura                           | SIC            |
| 2007      | Floribella                     | SIC            |
| 2008      | O Dia do Regicídio             | RTP1           |
| 2008      | Malucos no Hospital            | SIC            |
| 2008      | Ainda Bem que Apareceste       | RTP1           |
| 2008-2009 | Vila Faia                      | RTP1           |
| 2009      | Novos Malucos do Riso          | SIC            |
| 2009-2010 | Perfeito Coração               | SIC            |
| 2010      | Cidade Despida                 | RTP1           |
| 2010      | Lua Vermelha                   | SIC            |
| 2010-2011 | Laços de Sangue                | SIC            |
| 2011      | Conta-me Como Foi              | RTP1           |
| 2011      | O Último Tesouro               | RTP1           |
| 2011      | Liberdade 21                   | RTP1           |
| 2012      | A Princesa                     | RTP1           |
| 2012      | Velhos Amigos                  | RTP1           |
| 2009-2012 | Pai à Força                    | RTP1           |
| 2012      | Maternidade                    | RTP1           |
| 2012-2013 | Dancin' Days                   | SIC            |
| 2013      | Shameless                      | Showtime       |
| 2015      | L'Aigle rouge                  | La 1           |
| 2013-2016 | Bem-Vindos a Beirais           | RTP1           |
| 2015-2016 | Mara, une Femme Unique         | TVI            |
| 2016-2017 | Rainha das Flores              | SIC            |
| 2017      | Narcos                         | Netflix        |
| 2018      | Narcos: Mexico                 | Netflix        |
| 2019      | Alternativo with Arturo Castro | Comedy Central |
| 2019      | Queen of the South             | USA Network    |
| 2019-2020 | Na Corda Bamba                 | TVI            |
| 2021-2022 | La Reina del Sur               | Telemundo      |
| 2023      | Pêche interdite                | Netflix        |

## Synchronisation
Doublage de films en portugais européen :
- 2007 - Les Simpsons - Le film - Russ Cargill
- 2008 - The Pirates Who Don't Do Anything: A VeggieTales Movie - Robert et le Roi
- 2010 - Heavy Rain - Carter Blake
- 2010 - Megamind - Megamind
- 2011 - Les Aventures de Tintin : Le Secret de La Licorne - Sakharine
- 2011 - Le Chat potté (2011) - Jack
- 2012 - ParaNorman - Perry
- 2015 - Accueil - Un voyage smectaculaire - Smek
- 2018 - Le Grinch - Le narrateur
- 2019 - Death Stranding - Sam Porter Bridges

## Représentations
| Pays       | Agence               | Responsable      | Réf.  |
| ---------- | -------------------- | ---------------- | ----- |
| États-Unis | Shushu Entertainment | Guy Kochlani     | [ 4 ] |
| États-Unis | APA Agency           | Jeff Witjas      | [ 5 ] |
| Espagne    | CC Actores           | David Moreno     | [ 6 ] |
| Argentine  | Remake               | Javier Furgang   | [ 7 ] |
| Brésil     | BT Arts              | Mariana Nogueira | [ 8 ] |